# Obeckov
Obeckov (hongrois : Ebeck) est un village de Slovaquie situé dans la région de Banská Bystrica.

## Histoire
La première mention écrite du village date de 1323.

## Démographie

### Évolution de la population
| Année:               | 1994. | 2004.    | 2014.   | 2024.    |
| -------------------- | ----- | -------- | ------- | -------- |
| Nombre de personnes: | 424   | 478      | 496     | 433      |
| Différence:          |       | +12,73 % | +3,76 % | -12,70 % |

| Année:               | 2023. | 2024.   |
| -------------------- | ----- | ------- |
| Nombre de personnes: | 424   | 433     |
| Différence:          |       | +2,12 % |